# Kawasaki Z400
 (janvier 2014).
Si vous disposez d'ouvrages ou d'articles de référence ou si vous connaissez des sites web de qualité traitant du thème abordé ici, merci de compléter l'article en donnant les références utiles à sa vérifiabilité et en les liant à la section « Notes et références ».
Cet article concerne la motocyclette fabriquée entre 1974 et 1984. Pour la motocyclette présentée en 2018, voir Kawasaki Z400 (2019).
La Kawasaki Z/KZ400 est une moto fabriquée par Kawasaki entre 1974 et 1984.